# Conferencia Episcopal Peruana
La Conferencia Episcopal Peruana, literalmente "Conferencia de los Obispos del Perú", es un organismo de la Iglesia católica en el Perú que nuclea a los obispos de este país, con el fin de facilitar la obra pastoral y promoverla haciéndola más eficaz.
También emite opiniones como representante del clero católico a nivel nacional, sobre asuntos que por su alcance social o económico inciden en los fieles católicos de Perú.

## Constitución
La Conferencia Episcopal Peruana (CEP) está constituida por los siguientes organismos: 
- Asamblea Plenaria

Son miembros de la Asamblea Plenaria todos los Obispos del Perú y participan como invitados los Obispos Eméritos y el Nuncio Apostólico.
- Comisión Permanente
- Comisión Ejecutiva
- Secretaría General
- Campaña de solidaridad Compartir

## Comisiones Episcopales
- Catequesis y Pastoral Bíblica
- Cultura y Educación
- Clero, Seminarios y Vocaciones
- Familia, Infancia y Vida
- Medios de Comunicación
- Liturgia
- Comisión Episcopal de Acción Social
- Doctrina de
- Laicos y Juventud
- Misiones y Pastoral Indígena
- Vida Consagrada
- Centro de Escucha

## Consejo Económico
Es un organismo que vela y administra los bienes de CEP. Los miembros del Consejo Económico son elegidos cada tres años y pueden ser elegidos. El presidente del Consejo Económico convoca al Consejo tres veces al año por lo menos o cuando lo crea necesario.
- Presidente: Francisco Castro Lalupú, obispo auxiliar de Trujillo.
- Secretario General de la CEP: Antonio Santarsiero Rosa, obispo de Huacho.
- Miembro del Consejo Económico: Carlos García Camader, obispo de Lurín.
- Miembro del Consejo Económico: Marco Antonio Cortez Lara, obispo de Tacna y Moquegua.
- Secretario Adjunto de la CEP (actúa como secretario del Consejo Económico): P. Guillermo Inca Pereda
- Asesor Legal de la CEP: Sr. Doctor Luciano López Flores
- Asesor – Perito: Sr. Marco Morales Marquina
- Asesor – Perito: Sr. Gianfranco Castagnola Zúñiga
- Asesor – Perito: Sr. José Eduardo Romero Guzmán

## Autoridades
Los titulares de los organismos que constituyen la C.E.P. son los siguientes:
- Presidente: Carlos García Camader, obispo de Lurín.
- Primer Vicepresidente: Jorge Izaguirre Rafael, C.S.C., obispo de Chosica.
- Segundo Vicepresidente: Luis Alberto Barrera Pacheco, M.C.C.J., obispo del Callao.
- Secretario General: Antonio Santarsiero Rosa, O.S.J., obispo de Huacho.

### Presidentes
- Cardenal Juan Gualberto Guevara (1946-1954)
- Cardenal Juan Landázuri Ricketts O.F.M. (1955-1988)
- Ricardo Durand Flórez S.J. (1988-1991)
- José Dammert Bellido SS.CC. (1992-1995)
- Cardenal Augusto Vargas Alzamora S.J. (1995-1998)
- Luis Bambarén Gastelumendi S.J. (1999-2002)
- Hugo Garaycoa Hawkins (2003-2005)
- Héctor Miguel Cabrejos Vidarte O.F.M. (2006-2011)
- Salvador José Miguel Piñeiro García-Calderón (2012-2018)
- Héctor Miguel Cabrejos Vidarte O.F.M. (2018-2025)
  - León XIV O.S.A., entonces obispo de Chiclayo, se desempeñó como segundo vicepresidente durante este periodo (2018-2023).
- Carlos García Camader (2025-presente)